# ジェームス・ランジング・アメルマン
ジェームス・ランジング・アメルマン（James Lansing Amerman、1843年 - 1928年）は、アメリカ・オランダ改革派教会から、日本に派遣されたアメリカ合衆国の宣教師である。

## 生涯
1848年に、ニューヨーク州ロングアイランドのファーミングデイルで生まれた。1862年にニューヨーク大学を卒業して、中学校の教師をしていた。途中で、宣教師になるためにニュージャージー州のニューブラウンズウィック神学校に入学した。同級生の中に長崎で活躍した宣教師ヘンリー・スタウトがいた。1868年に神学校を卒業すると、ニュージャージー州ジャージーシティのオールド・ベルガン改革教会で牧師を務めた。1876年9月に、アメルマンがレベッカ夫人と娘と三人で来日する。
来日して最初に、S・R・ブラウンのブラウン塾で数学、歴史、ギリシア語、能弁術、神学を教えた。また、横浜居留地のユニオン・チャーチの牧師と日曜学校の校長を行った。翌年、1877年に、改革教会と米国長老教会が合同して、日本基督一致教会が誕生する。
アメリカ・オランダ改革教会とアメリカ合衆国長老教会とスコットランド一致長老教会の三派が合同して、日本人教職者を養成するためにできた、築地居留地6番にあった東京一致神学校でアメルマンはウィリアム・インブリーとサミュエル・グリフィン・マクラレンと共に専任教師になった。グイド・フルベッキやダビッド・モルレーらも神学校も支援をした。
1878年4月には教え子の雨森信成、藤生金六、原猪作、井深梶之助、山本秀煌、伊藤藤吉、瀬川浅、篠原誾三、植村正久らが説教師として資格を与えられた。特に、アメルマンは井深と深い関係を築いた。
1886年には、東京一致神学校は一致英和学校、英和予備校と合併して明治学院になる。アメルマンとフルベッキとマーティン・ワイコフ、ハワード・ハリス、ウィリアム・インブリー、ジョージ・ウィリアム・ノックス、ヒュー・ワデル、井深梶之助、大儀見元一郎、エドワード・ローゼイ・ミラーが教師を務め、アメルマンは教師会議長をしながら、神学と教会史を教えた。
1892年2月に病気のために米国に帰国した。帰国後は米国で改革教会海外伝道局会計業務を担当した。

## 著書
- 『有神論』(1884)
- 『新約聖書神学』(1884)
- 『神性論』(1885)
- 『神之定旨』(1885)
- 『人生論』(1886)
- 『組織神学』(1887)
- 『教会政治』(1888)
- 『救拯論』(1888)
- 『転地創造論、附神之摂理』